# Uneven Structure
Uneven Structure ist eine französische Progressive-Metal-Band aus Metz, die im Jahr 2008 gegründet wurde.

## Geschichte
Die Band wurde im Jahr 2008 von Sänger Matthieu Romarin, den drei Gitarristen Aurélien Pereira, Jérôme Colombelli und Igor Omodei, Bassist Benoit Friedrich und Schlagzeuger Christian Schreil gegründet. Zusammen arbeiteten sie in den nächsten zwei Jahren an ihren ersten Liedern für ein Debütalbum. Gitarrist Igor Omodei ist Produzent für das Debütalbum Februus tätig. Vor der Veröffentlichung des Albums im Jahr 2011 spielte die Band zusammen mit Tesseract und Chimp Spanner in Großbritannien und spielte auf dem deutschen Euroblast Festival. Februus wurde Anfang November 2011 veröffentlicht.
Im Jahr 2012 wurde unter anderem ein Auftritt auf dem ProgPower Europe absolviert.

## Stil
Die Band spielt eine Form des Progressive Metals die oft als Djent beschrieben wird. Palm Muting ist dabei besonders charakteristisch. Die Werke der Band werden dabei mit der Vorreiterband Meshuggah verglichen. Die Musik wird von laut.de eine Mischung aus Meshuggah, Pink Floyd und Devin Townsend beschrieben.

## Diskografie

### Alben
- 2011: Februus (Basick Records)
- 2017: La Partition (Long Branch Records)
- 2019: Paragon (Long Branch Records)

### EPs
- 2009: 8 (Eigenveröffentlichung)
- 2013: 8 (Wiederveröffentlichung, Basick Records)